# Cine Saint-Denis
El cine Saint-Denis es una sala de cine que a la que se accede por un pasillo en el número 77 de la Grande Rue, en el barrio de la Croix-Rousse en el distrito 4° de la ciudad de Lyon, en Francia. A partir de la desaparición de la sala Chanteclair en 1985 es el único cine del Barrio de la meseta de la colina de la Croix-Rousse.

## El cine
El cine tiene una sala de 237 butacas equipada con la tecnología 3D, y sistema Digital Theater System (D.T.S.) Dolby Digital S.R.D para el sonido, forma parte del red de salas de cine Arte y ensayo ( Art et Essai) desde 1995 y es miembro del grupo regional de acciones cinematográficas ( Groupement Régionale d'Actions Cnématographiques, G.R.A.C. ). También está adherido al programa del Centre national du cinéma et de l'image animée (C.N.C.), que agrupa a salas y escuelas de cine.

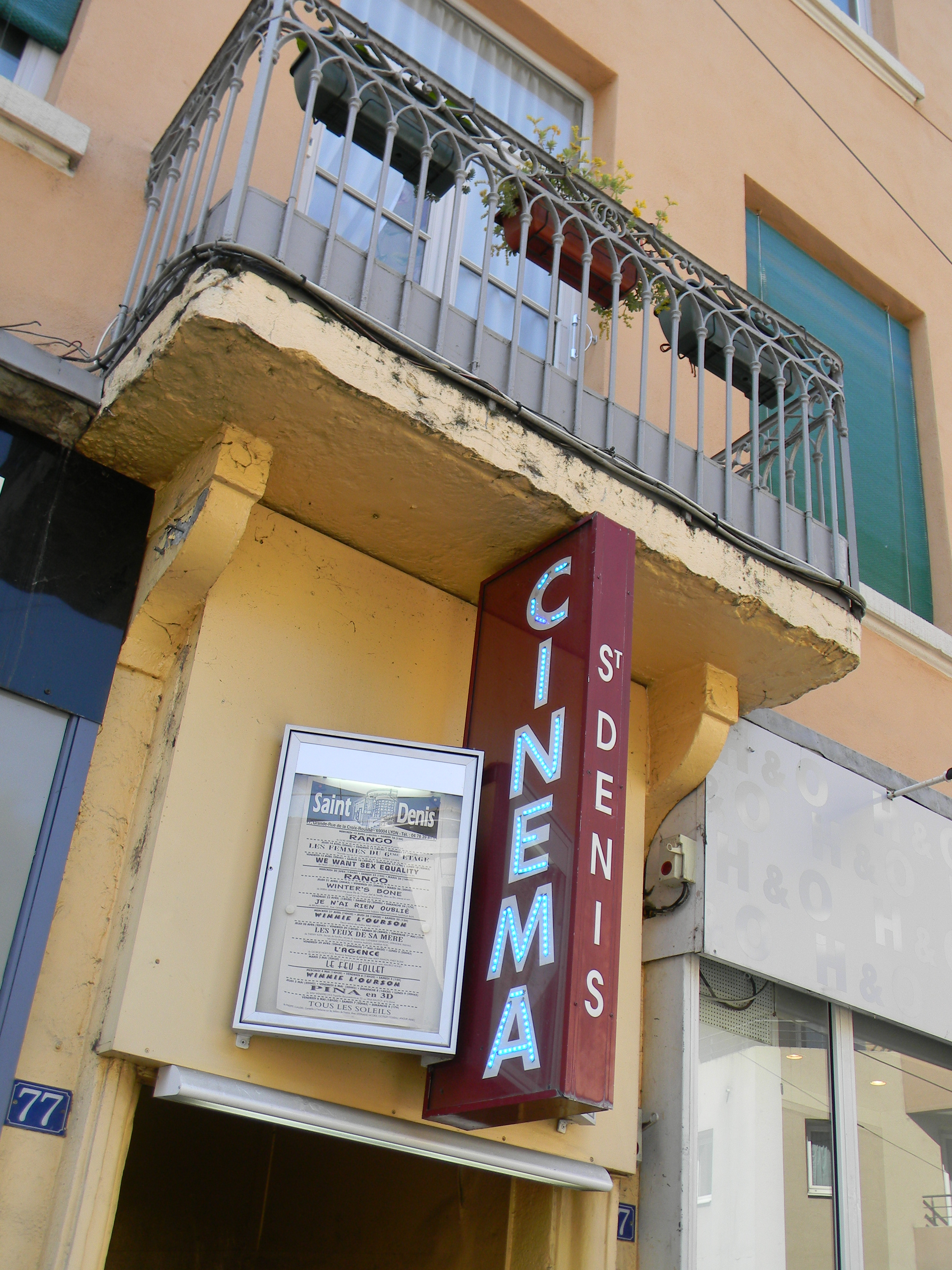
La entrada de la callejón sin salida del cine en la Grande Rue de la Croix-Rousse

Se destaca por la calidad de las películas proyectadas y coopera con la agencia del cortometraje Agence du Court-Métrage mediante la proyección de un cortometraje antes del entreacto que precede al comienzo de la película principal. Recibe la ayuda de alrededor de cincuenta voluntarios de la asociación, que trabajan para mantener la actividad de este lugar emblemático del barrio.
En el Cine Saint-Denis se realizan las representaciones del Taller de teatro del Grupo Escolar Saint Denis Groupe Scolaire Saint Denis, que se encuentra contiguo al cine y acoge también la presentación de las cortometrajes de los estudiantes de la especialización en cine del Liceo Saint-Just así como de los filmes del festival Yo Corto J' court.
En el cine se filmó la escena de un homicidio que se ve en el octavo episodio de la temporada 4, titulado la dernière séance (la última sesión), difundido en 2017, del programa de televisión policial francés Cherif.

## Historia
El domingo 9 de julio de 1919 -unos días después que el 28 de junio se firmara el Tratado de Versalles que ponía fin a la Primera Guerra Mundial, en el patio de la parroquia se celebró la "Fiesta del retorno", una gran feria con muchas atracciones entre las cuales se incluyó una proyección de cine, "para la diversión de los niños y la alegría de los padres".. En el lugar el abad Clapot creó en 1920 el cine parroquial Saint-Denis-Palace que tuvo hombres de Iglesia -abades, sacerdotes, vicarios- en la dirección hasta que en 1930 fue confiada a la asociación L'espoir du plateau (La esperenza de la meseta). La primera sesión con sonido se desarrolló el 14 de julio de 1933. Inicialmente sólo tenían acceso las familias de la parroquia y los niños del Patronato pero en 1936 abrió a todo el público. En 1945 el abad Dupasquier realizó un importante trabajo de renovación para convertir la sala en un verdadero cine, lo que incluyó la instalación del balcón. En 1955 el abad Lauzier hizo colocar butacas para un mayor confort y el mismo año el Saint-Denis-Palace pasó a llamarse Cine Familiar -CiFa. Hasta la década de 1980 la programación era supervisada por la oficina católica y posteriormente, al ser suprimido ese control la mejora del material exhibido hizo que en 1995 fuera clasificado como cine de arte y de ensayo (fr: cinéma d'art et d'éssai). Al desaparecer el cine Chanteclair en 1985 el CiFa se convirtió en el único cine del Barrio de la meseta de la croix rousse. En 1998 René Salsa fue elegido como director y dos años después renovó totalmente la sala. En 2010 el cine adquirió la tecnología 3D y en 2013 las mejoras permitieron la concurrencia de personas con disminución visual o auditiva.>

## Accesibilidad
77 Grande Rue de la Croix-Rousse, 69004, Lyon, Francia.
- Metro Línea C : parada Hénon
- Autobús C13 : paradas Pailleron (dirección Grange Blanche), o Commandanr Arnaud (dirección Montessuy Gutemberg)
- Autobús S4 parada St Denis
- Autobús 448 parada Commandant Arnaud
- Estación Velo'v Place Joannes Ambre
- Accesibilidad Personas a movilidad reducida (P.M.R.)[4]